# Latosaari (ö i Mellersta Finland, Jyväskylä)
Latosaari är en ö i Finland. Den ligger i sjön Päijänne och i kommunen Jyväskylä i den ekonomiska regionen  Jyväskylä ekonomiska region  och landskapet Mellersta Finland, i den södra delen av landet, 200 km norr om huvudstaden Helsingfors. Öns area är 3,1 hektar och dess största längd är 380 meter i öst-västlig riktning.